# Elvis – The King
Elvis – The King (Originaltitel Elvis; deutscher Verweistitel Elvis – The King: Sein Leben) ist eine US-amerikanische Filmbiografie über Elvis Presley aus dem Jahr 1979. Die Regie des Fernsehfilms übernahm John Carpenter. In der Hauptrolle des „King“ ist der Schauspieler Kurt Russell zu sehen. Der Film ist die erste Zusammenarbeit zwischen Carpenter und Russell, die später für die Filme Die Klapperschlange, Das Ding aus einer anderen Welt, Big Trouble in Little China und Flucht aus L.A. kooperierten.
Zuerst wurde der von Dick Clark Productions produzierte Film als fast dreistündiger Fernsehmehrteiler im US-Fernsehen gezeigt, bevor eine auf 105 Minuten gekürzte Version in Europa und Australien in die Kinos gebracht wurde. Für die Blu-ray- und DVD-Veröffentlichungen existieren weitere Schnittfassungen.

## Handlung
Der Film behandelt das Leben und die Karriere von Elvis Presley und zeigt in Rückblicken seine frühe Kindheit, seinen Aufstieg zum Rockstar, dem Militärdienst, seine Ehe und die nachlassende Popularität. Der Film endet mit Presleys Rückkehr auf die Bühne im Jahr 1969.

## Kritiken
John J. O’Connor lobte 1979 in seiner Kritik der dreistündigen Fernsehversion für die New York Times vor allem Russels „dynamische“ und „überwältigende“ Schauspielleistung sowie John Carpenters kluge und effiziente Regie. O’Connor kritisierte die „wacklige“ Figurenpsychologie, das Herunterspielen von Presleys Drogensucht und die ungenügend ausgearbeitete Beziehung zu Colonel Tom Parker. Insgesamt sei der Film aber eine „solide“ Produktion.
Der filmdienst sah in der gekürzten Kinoversion eine „zusammengeschnittene und deshalb etwas sprunghafte Kinobiografie“, die „nur in Ansätzen ein interessierendes Psycho- und Soziogramm“ biete. Carpenters Film sei mehr an „der formalen Perfektion“ interessiert als an einer kritischen Deutung „der Zwänge des Showgeschäfts“.
Hunter Stephenson bewertete den Film 2010 in seiner Kritik für Slashfilm mit 8 von 10 möglichen Punkten und lobte vor allem Russells Darstellung als eine der besten seiner Karriere. Der Film zeige durchaus Ansätze der für Carpenter typischen subversiven Ideen und Wertschätzung des Individuums, wenngleich er diese Vorlieben in diesem Film wohl noch nicht so mutig auslebe wie in späteren Werken.

## Nominierungen
Der Film wurde 1979 für drei Emmys nominiert.
- Primetime Emmy Award for Outstanding Lead Actor in a Limited Series or a Special – Kurt Russell
- Primetime Emmy Award for Outstanding Cinematography for a Limited Series or a Special – Donald M. Morgan
- Primetime Emmy Award for Outstanding Achievment in Makeup – Marvin G. Westmore

Bei den Golden Globe Awards 1980 erhielt der Film zudem eine Nominierung als Bester Fernsehfilm.